# Rosé-Quartett

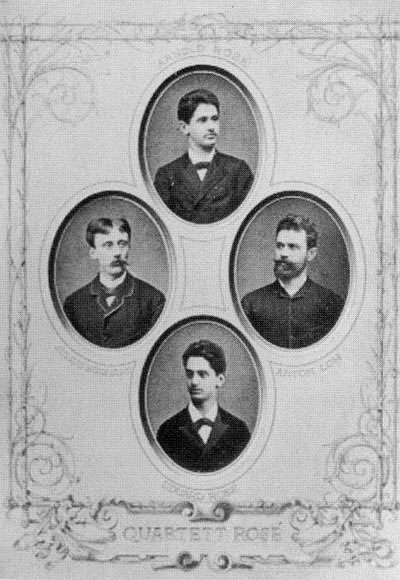
Rosé-Quartett, 1882: Arnold Rosé, Julius Egghard d. J., Anton Loh, Eduard Rosé

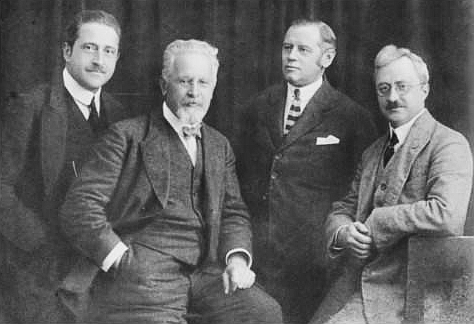
Rosé-Quartett, ca. 1920: Paul Fischer, Arnold Rosé, Anton Ruzitska, Anton Walter

Das Rosé-Quartett war ein 1882 von Arnold Rosé und seinem Bruder Eduard Rosé in Wien gegründetes Streichquartett, das 1945 in der Emigration in London sein letztes Konzert gab. Es gehörte zu den bedeutendsten Ensembles der ersten Jahrzehnte des 20. Jahrhunderts.

## Geschichte
Nur kurze Zeit nach Beginn seiner Karriere als Konzertmeister des Wiener Opernorchesters und Mitglied der Wiener Philharmoniker gründete der 19-jährige Arnold Rosé sein erstes Streichquartett. Dieses erfuhr im Laufe der mehr als 60-jährigen Geschichte noch so manchen Wechsel in der Besetzung, den Höhepunkt seiner Wirkung erreichte es wohl zwischen ca. 1905 und 1920.
Das Rosé-Quartett sah sich als Erbe des Hellmesberger-Quartetts (1849–1901) und pflegte dementsprechend ebenfalls ein gefühlsbetontes, sinnliches Spiel, das in seiner Eigenart vielfach als charakteristisch für die „Wiener Note“ gehalten wurde.
Neben den regelmäßig sechs bis acht Subskriptionkonzerten je Saison in Wien absolvierte das Quartett zahlreiche Tourneen (u. a. 1928 in die USA) und wurde so auch international eines der bekanntesten seiner Zeit. Es widmete sich neben dem klassischen Repertoire (vor allem Haydn, Mozart, Beethoven, Schubert) auch den Werken zeitgenössischer Komponisten, von welchen es zahlreiche zu Ur- oder Erstaufführungen brachte. So etwa Quartette von Johannes Brahms, Hans Gál, Karl Goldmark, Erich Wolfgang Korngold, Hans Pfitzner, Franz Schmidt, Arnold Schönberg, Anton Webern, Karl Weigl, Franz Ippisch und anderen mehr.
Nach dem „Anschluss Österreichs“ im März 1938 sah sich der bereits mehr als 75-jährige Arnold Rosé als Jude zur Emigration gezwungen. Diese führte ihn 1939 nach London, wo er mit einem teils neuen Quartett weiter auftrat. Dessen letztes öffentliches Konzert fand 1945 statt, nur knapp ein Jahr vor dem Ableben seines legendären Gründers.

## Mitglieder
- Violine: Arnold Rosé (1882–1945)
- Violine: Julius Egghard d. J. (1882–1883), Anton Loh (1884–1889), August Siebert (1890–1896), Albert Bachrich (1897–1904), Paul Fischer (1905–1938)
- Viola: Anton Loh (1882–1883), Sigismund Bachrich (1884–1894), Hugo von Steiner (1895–1901), Anton Ruzitska (1901–1929), Max Handl (1930–1933), Julius Stwertka (1934–1938)
- Violoncello: Eduard Rosé (1882–1883), Reinhold Hummer (1884–1900), Friedrich Buxbaum (1901–1920), Anton Walter (1921), Friedrich Buxbaum (1922–1945)